# Малый Нюрбей
Малый Нюрбей — река в России, течёт по территории Заполярного района Ненецкого автономного округа. Устье реки находится в 23 км по левому берегу реки Бол на высоте 15 м над уровнем моря. Нюрбей. Длина реки составляет 36 км.

## Данные водного реестра
По данным государственного водного реестра России относится к Двинско-Печорскому бассейновому округу, водохозяйственный участок реки — Печора от водомерного поста Усть-Цильма и до устья, речной подбассейн реки — бассейны притоков Печоры ниже впадения Усы. Речной бассейн реки — Печора.
Код объекта в государственном водном реестре — 03050300212103000083438.